# 利索韋 (涅任區)
51°10′18″N 32°2′6″E / 51.17167°N 32.03500°E
利索韋（烏克蘭語：Лісове），是烏克蘭北部的村莊，隸屬切爾尼希夫州的尼任區。該村面積0.66平方公里，海拔高度126米，2001年人口154，人口密度每平方公里233.3人。